# Altopiano di Paunsaugunt

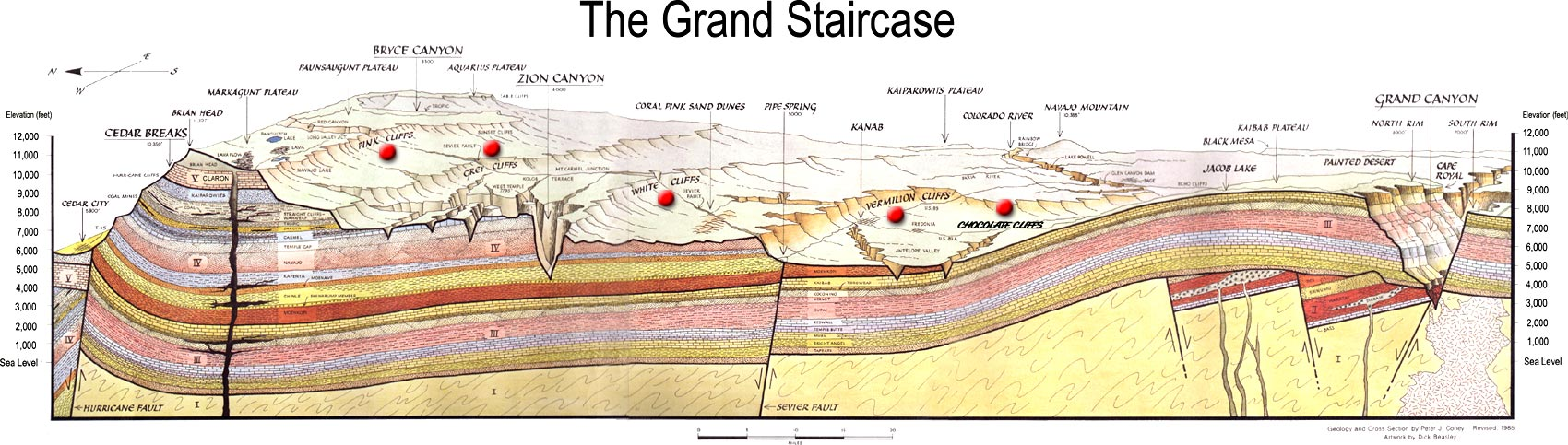
Schema indicante la posizione dell'altopiano nella Grande Scalinata (Grand Staircase).

L'Altopiano di Paunsaugunt (Paunsaugunt plateau in inglese) è un altopiano localizzato nel sudovest dello stato dello Utah, negli Stati Uniti d'America. La sua altitudine varia tra 2.100 m e 2.800 m. Esso si estende ad ovest del territorio della contea di Garfield su una lunghezza di 40 km per una larghezza di circa 16 km.
L'ovest dell'altopiano è drenato dal corso d'acqua denominato East Fork Sevier River che è un affluente del fiume Sevier che scorre poi verso nord prima di gettarsi nel lago Sevier. Il lato orientale dell'altopiano fa parte del bacino idrografico del fiume Colorado. Una parte importante di questo altopiano appartiene al Parco nazionale del Bryce Canyon e alla Foresta nazionale di Dixie. L'altopiano è al limite fra il bacino idrografico del fiume Colorado e quello conosciuto sotto il nome di Gran Bacino.
L'altopiano ha un'età compresa tra 10 e 20 milioni di anni, il che corrisponde al sollevamento dell'Altopiano del Colorado. Questo sollevamento fu ugualmente all'origine del fenomeno di diaclasi sul bordo dell'altopiano. A causa dell'erosione di queste rocce infragilite, i bordi dell'altopiano hanno dato origine a rocce dalle forme particolari che si possono vedere all'interno del Parco nazionale del Bryce Canyon. Il parco ospita in effetti rocce a forma di archi o di camini delle fate (hoodoos) che sono il simbolo del parco. Da un punto di vista climatico, l'altopiano è soggetto a temperature molto fredde e conosce circa 200 cicli di gelo/disgelo ogni anno, il che rafforza l'erosione.
La strada turistica americana Highway 12 attraversa questo altopiano.